# Eloyr Pacheco
Eloyr Pacheco (Londrina, 1960), é jornalista, professor, quadrinista e editor de quadrinhos. Em Londrina, sua cidade-natal, trabalhou em diversos jornais, foi promotor de eventos culturais e membro do Conselho Municipal de Cultura. Publicou diversos fanzines, principalmente sobre quadrinhos, até que se mudou para São Paulo em 1997 para trabalhar como secretário de redação da revista Metal Pesado. Em 1999, fundou a editora Brainstore e começou a dar aula sobre história em quadrinhos em diversas instituições. Foi fundador do site Bigorna.net e criou o personagem Escorpião de Prata, um super-herói capoeirista. Em 2008, Eloyr recebeu o Troféu Jayme Cortez, categoria do Prêmio Angelo Agostini destinada a pessoas que fizeram grandes contribuições para os quadrinhos brasileiros.